# 漫威英雄 Online
《漫威英雄 Online》是一款以漫威漫畫世界為背景的大型多人線上角色扮演遊戲。,玩家在遊戲中扮演漫威世界的超級英雄，對付九頭蛇等反派以拯救世界。遊戲並提供英文、法文、繁體中文等多種語言以供不同語言和國家的使用者遊玩。
2017年11月15日，迪士尼宣布關閉本遊戲，並於同月27日結束營運。

## 簡介
漫威英雄online是由暗黑破壞神前製作人大卫·布雷维克所製作的遊戲。遊戲世界觀設定在漫威宇宙中，玩家可以收集並使用他們最愛的英雄，包括鋼鐵人、索爾與其他眾多的英雄們。

### 故事背景
宇宙魔方，它是一個具有不可思議力量的裝置，可以改變持有者的心智思想。傑出但卻邪惡的末日博士擁有魔方，並想利用它將世界重塑成他理想中的存在。

為了避免重蹈之前其他野心家失敗的覆轍，末日博士特別安排其邪惡無賴的盟友協助避免超級英雄們來干擾他的邪惡計畫。

在為時已晚之前，玩家所扮演的超級英雄必須設法中止末日博士的邪惡計畫，以徹底解除危機。

## 外部連結
- 官方網站 （页面存档备份，存于）（英文）
- 台灣官方網站（繁體中文）